# Ceftolozan
Ceftolozan ist ein Antibiotikum aus der Gruppe der Cephalosporine. Die bakterizide Wirkung erfolgt, wie bei anderen β-Lactam-Antibiotika, durch Hemmung der bakteriellen Zellwandsynthese. 
Ceftolozan ist in Kombination mit dem β-Lactamase-Inhibitor Tazobactam zur Behandlung von im Krankenhaus erworbener Pneumonie sowie von komplizierten Harnwegsinfekten, akuter Pyelonephritis und komplizierten intraabdominellen Infektionen zugelassen (Handelsname Zerbaxa). Die Kombination mit Tazobactam dient dem Schutz vor einem Abbau des Ceftolozans durch β-Lactamasen. Ceftolozan kann nur parenteral verabreicht werden.